# 21cm線
21cm線（21センチメートルせん、21 cm hydrogen line）は、中性水素原子のエネルギー状態の変化によって放射されるスペクトル線である。
21cm線は周波数 1420.40575 MHz の電波であり、その波長が 21.106114 cm であることからこの名が付けられている。21cm線は天文学、特に電波天文学の分野で広く使われている。

## 放射機構
中性水素原子 (HI、1H) は1個の陽子と1個の電子からなる。陽子と電子はともに スピン量子数 1/2 を持つフェルミ粒子であるため、上向きと下向きの2通りのスピン角運動量をとりうる。したがって、水素原子の中での陽子と電子のスピン角運動量ベクトルの向きは平行もしくは反平行の2通りがある。陽子と電子のスピンが平行な水素原子は反平行な水素原子よりもわずかにエネルギーが高い。このため、水素原子の基底状態 (1s) のエネルギー準位はこの差分だけエネルギーの異なる2つの準位（超微細構造）に分裂している。
この2つの準位間の遷移は禁制遷移であり、遷移確率は約 2.9×10−15 s−1 と非常に小さい。すなわち、1個の中性水素原子がこのような遷移を引き起こす時間尺度は約 107 年 で、地上の実験室でこの遷移を観測する可能性はほとんどない。しかし宇宙空間の星間物質に含まれる中性水素原子の総数は莫大なため、電波望遠鏡を用いるとこの遷移に対応するスペクトルを容易に観測できる。これが21cm線である。
21cm線は寿命が極めて長い（遷移確率が極めて小さい）ため、スペクトル線の自然幅は非常に小さい。よって21cm線に見られる線幅のほとんどは観測者に対する放射源の相対運動によるドップラー効果によるものである。

## 発見
1930年代、電波の領域で、1日周期で変動し地球外に起源を持つと思われるヒスノイズが存在することが知られていた。1933年にはカール・ジャンスキーが周波数 20.5MHz の短波で観測を行い、地球外起源の雑音源が銀河系中心にあることを発見した。1940年代初めにはグロート・リーバーがパラボラアンテナを使って全天の電波強度地図を初めて作成し、天の川の部分は電波でも強度が強いことを見出した。オランダのヤン・オールトはこれらの論文を読み、もし電波領域に何らかの輝線スペクトルが存在すれば、それを観測することで天文学に大きな発展がもたらされるかもしれないと考えた。オールトはこのアイデアをヘンドリク・ファン・デ・フルストに伝えた。これを受けてファン・デ・フルストは、水素原子の基底状態に存在する2つの非常に近接したエネルギー準位によって、周波数 1420.4058 MHz の電波が中性水素から放射される可能性があることを見出した。
ファン・デ・フルストが予言した21cm線は1951年3月25日にアメリカのハロルド・ユーエンとエドワード・パーセルによって初めて検出され、5月11日にはオランダのミュラーとオールトも検出に成功した。両グループの発見報告はこの年の『ネイチャー』の同じ号に掲載された (Ewen and Purcell, Nature, 168, 356, 1951; Muller and Oort, Nature, 168, 357, 1951)。7月12日にはオーストラリアのクリステンセンとハインドマンも21cm線の検出を確認した。
翌1952年以降には21cm線の線プロファイル観測に基づいて銀河系内の中性水素分布図が作られ、我々の銀河系が渦巻構造を持つことが初めて明らかにされた。

## 電波天文学への応用
21cm線のスペクトルは幸いにも電波の波長域にある。この波長域の電磁波は地球の大気を容易に透過し、ほとんど干渉を受けずに地上から観測することができる。
水素は星間物質の中で最も多く存在する元素である（宇宙全体に存在するバリオン質量の約80%を占める）ため、禁制線でないスペクトル線は十分に輝度が明るい。光の一部は放射源である水素ガス雲の中で吸収される。例えば、Hα線はガス雲の比較的密度の薄い外縁部をトレースするのに役立つ。21cm線は分子雲のより高密度な領域の構造を知るために用いられる。
水素原子が銀河系内に一様に分布していると仮定すると、銀河系を通るどの視線上でも21cm線が観測されることになる。この場合、各視線ごとの21cm線の観測データに見られる違いは、それぞれの視線上に存在する水素ガスのドップラーシフトの大きさだけである。これを用いると、我々の銀河系の各渦状腕の相対速度を計算することができる。我々の銀河系の回転曲線はこの21cm線を使った方法で求められている。また、このことから逆に、回転曲線と水素ガスの視線速度を使って銀河系内の各点までの距離を求めることもできる。
21cm線の観測データは、銀河の質量や万有引力定数、個々の銀河の運動などを調べる目的にも間接的に用いられている。また、クエーサーの構造を説明する際にも用いられる。
また、21cm線は宇宙空間で最もありふれた電磁波の一つであるため、地球外知的生命探索 (SETI) に用いる受信電波の波長として採用されることも多い。1970年代に NASA が打ち上げたパイオニア惑星探査機には地球の位置や人間の身長などのメッセージを記した金属板が搭載されたが、このイラストの中では21cm線の波長と周波数が長さと時間の単位として用いられている。
21cm線の重要性に鑑み、電波の周波数分配を定めた国際電気通信連合の無線通信規則では、21cm線の静止周波数を含む1400-1427 MHzが電波天文学及び衛星による地球観測（受動）、宇宙研究（受動）に割り当てられており、この周波数帯ではいかなる電波の発信も禁止されている。